# Discografia di Antti Tuisku
Questa pagina contiene l'intera discografia di Antti Tuisku dagli esordi fino ad ora.

## Album in studio
| Anno | Album            | Posizione | Vendite | Certificazione     |
| ---- | ---------------- | --------- | ------- | ------------------ |
| 2004 | Ensimmäinen      | 1         | 71 163  | Disco di platino   |
| 2005 | Antti Tuisku     | 1         | 37 520  | Disco di platino   |
| 2005 | Minun jouluni    | 3         | 25 121  | Disco d'oro        |
| 2006 | New York         | 1         | 15 009  | Disco d'oro        |
| 2006 | Rovaniemi        | 2         | 13 749  | —                  |
| 2009 | Hengitän         | 3         | 15 817  | Disco d'oro        |
| 2010 | Kaunis kaaos     | 2         | 24 062  | Disco di platino   |
| 2011 | Minun jouluni 2  | 5         | 19 457  | Disco d'oro        |
| 2013 | Toisenlainen tie | 2         | 10 000  | Disco d'oro        |
| 2015 | En kommentoi     | 1         | 40 000+ | Doppio disco d'oro |
| 2017 | Anatude          | 1         | —       | Doppio disco d'oro |
| 2020 | Valittu kansa    | 1         | —       | —                  |

## Raccolte
| Anno | Titolo                       | Posizione | Vendite | Certificazione |
| ---- | ---------------------------- | --------- | ------- | -------------- |
| 2007 | Aikaa (Greatest Hits vol. 1) | 10        | —       | —              |
| 2018 | Top 10                       | 43        | —       | —              |

## Singoli
| Anno | Singolo                                   | Posizione | Posizione | Posizione | Posizione | Vendite | Certificazione   | Album                          |
| Anno | Singolo                                   | SL        | LL        | RL        | StL       | Vendite | Certificazione   | Album                          |
| ---- | ----------------------------------------- | --------- | --------- | --------- | --------- | ------- | ---------------- | ------------------------------ |
| 2010 | Atlantti                                  | —         | 25        | —         | —         | —       | —                | Kaunis kaaos                   |
| 2010 | Hyökyaalto                                | 13        | 12        | 95        | -—        | —       | —                | Kaunis kaaos                   |
| 2011 | Yksinäinen                                | —         | —         | —         | —         | —       | —                | Kaunis kaaos                   |
| 2011 | Rukous                                    | —         | —         | —         | —         | —       | —                | Minun jouluni 2                |
| 2013 | Rakkaus on.                               | —         | 19        | —         | —         | —       | —                | Toisenlainen tie               |
| 2013 | Jää tai mee                               | —         | —         | —         | —         | —       | —                | Toisenlainen tie               |
| 2013 | Leila                                     | —         | —         | —         | —         | —       | —                | Toisenlainen tie               |
| 2013 | Mies                                      | —         | —         | —         | —         | —       | —                | Toisenlainen tie               |
| 2015 | Peto on irti                              | 5         | 1         | 43        | —         | —       | Disco d'oro      | En kommentoi                   |
| 2015 | Blaablaa (En kuule sanaakaan)             | —         | 3         | 40        | —         | —       | —                | En kommentoi                   |
| 2015 | Keinutaan (feat. VilleGalle)              | 3         | 2         | 19        | —         | —       | —                | En kommentoi                   |
| 2015 | Hiton pelkuri                             | —         | —         | —         | —         | —       | —                | En kommentoi                   |
| 2015 | Sata salamaa                              | 1         | 1         | 2         | —         | —       | —                | Vain elämää — kausi 4 päivä    |
| 2015 | Party (papiidipaadi) (feat. Nikke Ankara) | 1         | 1         | 49        | —         | —       | Disco di platino | En kommentoi (edizione deluxe) |
| 2016 | Pyydä multa anteeks kunnolla              | 2         | 2         | 1         | 14        | —       | Disco d'oro      | En kommentoi (edizione deluxe) |
| 2016 | Suurin fani                               | 12        | 3         | 58        | 12        | —       | —                | En kommentoi (edizione deluxe) |
| 2017 | Mä hiihdän                                | 2         | 2         | 21        | 2         | —       | —                | —                              |
| 2017 | Rahan takii                               | 1         | 1         | 6         | 1         | —       | —                | —                              |
| 2017 | Hanuri (feat. Boyat)                      | 1         | 1         | 22        | 1         | —       | —                | —                              |

## Altri brani musicali
| Anno | Singolo       | Posizione | Posizione | Posizione | Posizione | Vendite | Certificazione | Album                       |
| Anno | Singolo       | SL        | LL        | RL        | StL       | Vendite | Certificazione | Album                       |
| ---- | ------------- | --------- | --------- | --------- | --------- | ------- | -------------- | --------------------------- |
| 2015 | Pojat         | 8         | 4         | —         | —         | —       | —              | Vain elämää - kausi 4 päivä |
| 2015 | Elämän nälkä  | —         | 7         | —         | —         | —       | —              | Vain elämää - kausi 4 ilta  |
| 2015 | Kaksi sisarta | —         | 18        | —         | —         | —       | —              | Vain elämää - kausi 4 ilta  |

## Video musicali
| Anno | Singolo                       | Regista                           | Video  |
| ---- | ----------------------------- | --------------------------------- | ------ |
| 2004 | En halua tietää               | —                                 | [ 41 ] |
| 2005 | Tyhjä huone                   | —                                 | [ 42 ] |
| 2009 | Ei aikaa                      | —                                 | [ 43 ] |
| 2009 | Juuret                        | —                                 | [ 44 ] |
| 2009 | En kiellä                     | —                                 | [ 45 ] |
| 2010 | Hyökyaalto                    | —                                 | [ 46 ] |
| 2011 | Yksinäinen                    | Tuukka Temonen                    | [ 47 ] |
| 2011 | Rukous                        | Mikko Harma                       | [ 48 ] |
| 2013 | Rakkaus on.                   | —                                 | [ 49 ] |
| 2013 | Jää tai mee                   | Twice Helsinki                    | [ 50 ] |
| 2013 | Leila                         | Lauri Laukkanen                   | [ 51 ] |
| 2015 | Peto on irti                  | Cristal Snow                      | [ 52 ] |
| 2015 | Blaablaa (En kuule sanaakaan) | Lauri Laukkanen e Matias Koskinen | [ 53 ] |
| 2015 | Keinutaan                     | Miro Laiho                        | [ 54 ] |
| 2016 | Pyydä multa anteeks kunnolla  | Mikko Harma                       | [ 55 ] |
| 2017 | Mä hiihdan                    | Lauri Laukkanen                   | [ 56 ] |
| 2017 | Hanuri                        | Elias Koskimies                   | [ 57 ] |
| 2018 | Kumipuku                      | Elias Koskimies                   | [ 58 ] |
| 2020 | Valittu kansa                 | Toni Karén                        | [ 59 ] |
| 2021 | Treenaa                       | Elias Koskimies                   | [ 60 ] |